# Tilia caroliniana
Espèce
Classification phylogénétique
Tilia caroliniana, le Tilleul de Caroline, est un arbre de la famille des Tiliaceae ou des Malvaceae, sous-famille des Tilioideae, selon la classification phylogénétique.
Cet arbre est originaire de Caroline, en Amérique du Nord.

## Synonymes
Il peut également s'appeler T. americana, var. caroliniana, T. americana pubescens, T. ashei, T. floridana, T. pubescens.

## Description
D'une hauteur moyenne de 20 mètres, il résiste au froid.
Sa floraison se produit en juillet et ses graines sont mûres en octobre.